# Cotentin

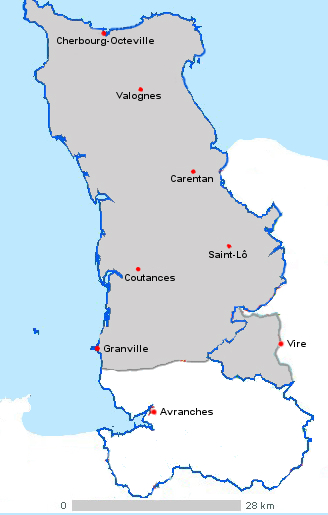
Karta över Cotentin-halvön

Cotentin, eller Cherbourghalvön, är en halvö som sticker ut från Normandie i Engelska kanalen och utgör på så vis en del av Frankrikes nordvästra kust. Halvön ligger i departementet Manche.

## Geografi
Cotentinhalvön var tidigare nästan en ö. Endast en smal landremsa nära hedarna i Lessay anslöt Cotentin till fastlandet. Tack vare de så kallade "portes à flot", som stängs vid högvatten och öppnas vid lågvatten   och som byggdes på Baie des Veys, men också på västkusten (t.ex. i Portbail), har Cotentin blivit en halvö.

## Geologi

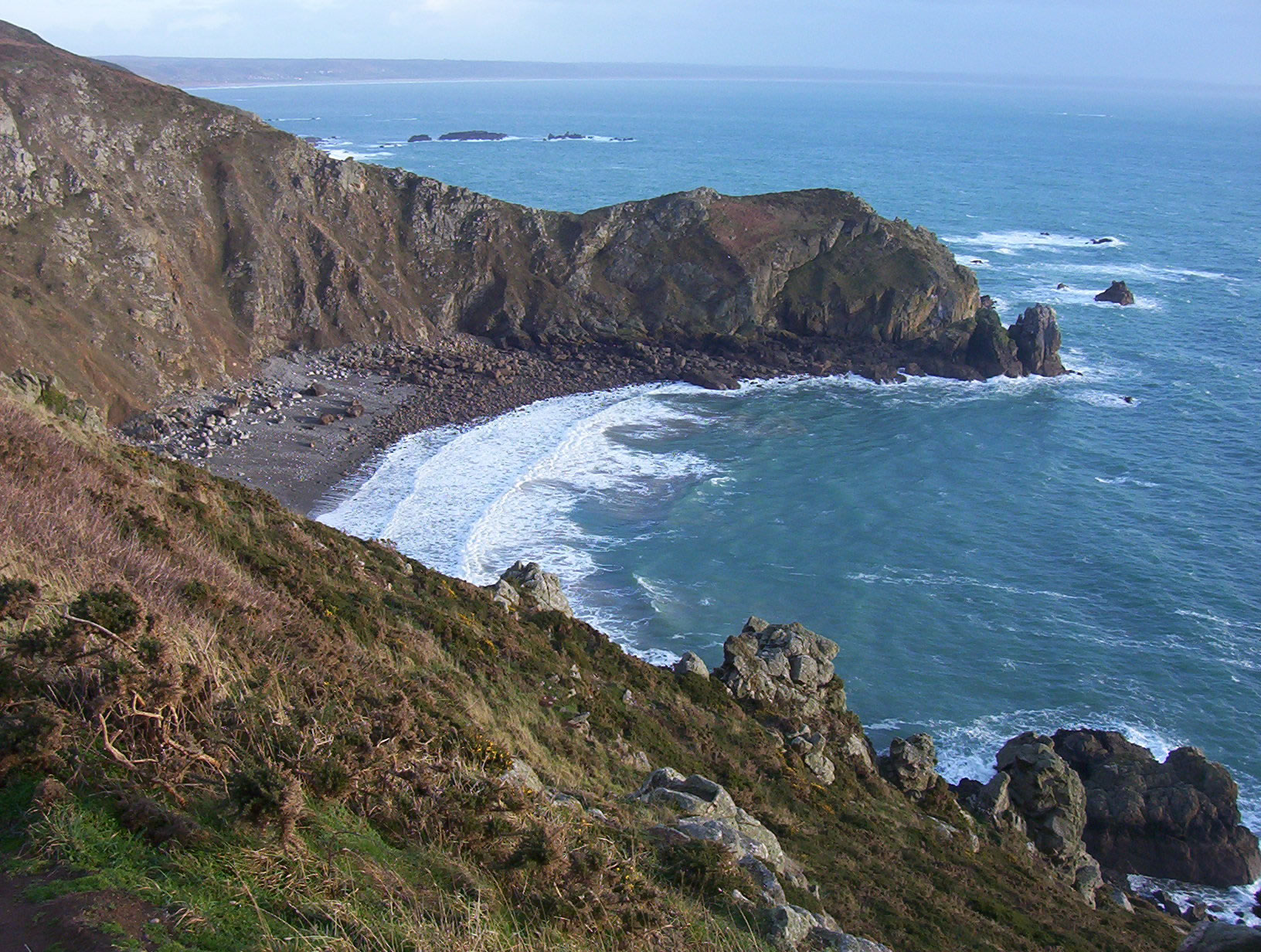
Kap Jobourg, där Frankrikes äldsta bergarter kommer i dagen.

Geologiskt tillhör halvön Cotentin huvudsakligen det armorikanska massivet (med undantag för slätten, som tillhör Parisbassängen) och liknar Bretagne mer än den östra delen av Normandie 
De äldsta bergen i Frankrike finns i Jobourg.
Graniter exponeras vid kusten, nämligen kadomiska graniter i Auderville  och Variscangraniter i Flamanville å ena sidan och i Fermanville och Barfleur å andra sidan.

## Kultur
Cotentin ligger norr om Joret-linjen, som skiljer de norra delarna av langue d'oïl (praktiskt taget normandiska och pikardiska) från de södra delarna av langue d'oïl.